# Myzomela tristrami
Papa-mel-de-tristram ou suga-mel-fuliginoso (Myzomela tristrami) é uma espécie de ave da família Meliphagidae.
É endémica de Ilhas Salomão.